# Transporte tubular
O transporte tubular abrange todas as partes constituintes de uma instalação física, através da qual os líquidos (petróleo e seus derivados) ou gases (gás natural, dióxido de carbono) são transportados, incluindo as tubagens e os equipamentos a elas anexados, tais como válvulas, etc. Fazem também parte desta instalação unidades de compressão, estações de bombagem, estações de dosagem, estações de regulação, estações de distribuição, etc.
O transporte tubular é o tipo de transporte mais seguro e eficiente no que se refere à transportação de petróleo bruto e gás natural, desde os campos de produção até às refinarias e fábricas de transformação. É também o mais indicado para fazer chegar os derivados do petróleo e gás natural até aos consumidores (CEPA, [2007]). A figura 1 mostra-nos um exemplo ilustrativo de um transporte tubular.
O transporte tubular veio desempenhar um papel vital na nossa vida diária. Na cozinha e nas limpezas, nos trajectos do dia-a-dia, no transporte aéreo e no aquecimento das nossas casas, é tudo possível graças às redes de distribuição de combustíveis através de tubulações, sendo a única maneira viável de transportar enormes volumes destes líquidos e gases. A utilização deste tipo de transporte permite evitar congestionamentos nas nossas vias marítimas e rodoviárias como também acidentes que nelas possam vir a ocorrer. Em suma, o transporte tubular é prático e seguro (PHMSA, [2009]).
O transporte tubular pode assim ser instalado em qualquer meio, qualquer terreno ou ambiente. Para isso existem três tipos de transporte tubular que se podem instalar: terrestre, subaquático e aéreo.
O transporte tubular terrestre consiste num tipo de transporte em que o veículo utilizado compõe a própria infra-estrutura construída, a qual irá permitir a distribuição de, principalmente, produtos petrolíferos a longas distâncias. Isto faz com que seja o meio mais seguro e económico de transporte deste tipo de produtos, interligando regiões produtoras, plataformas, refinarias, terminais marítimos e os centros consumidores. É responsável pela diminuição de tráfego quer nas rodovias como nas ferrovias, aumentando assim a sua segurança e diminuindo a poluição causada pelo tráfego (Dias, 2007).
O transporte tubular subaquático é necessários para o transporte do crude e de gases, desde os poços de petróleo e de gás no mar alto até ao transporte tubular terrestre que posteriormente transporta os produtos para as refinarias ou outras instalações. Eles são bem mais caros e de difícil construção do que os transportes tubulares terrestres. A sua construção geralmente emprega uma embarcação onde os tubos são soldados uns aos outros e conectados às tubagens terrestres. À medida que as secções vão sendo soldadas até à extremidade das tubagens, a embarcação move-se em direcção ao poço de petróleo, e as partes do tubo já concluídas são continuamente rebaixadas atrás da embarcação para o mar. A construção prossegue até a embarcação chegar ao poço de petróleo. No mar alto, são utilizados navios em detrimento das embarcações devido às enormes ondas (Liu, 2009).
O transporte tubular aéreo, figura 17, é concebido para suspender tubagens de largo diâmetro entre um determinado número de torres, espaçadas entre si, entre todos os tipos de terreno e em quaisquer climas. Cada uma das torres possui uma armação em forma de ‘A’, com um cabo suspenso entre cada uma delas por entre a abertura do meio das pernas da torre. Este cabo tem a finalidade de transportar as condutas tubulares e outros materiais durante a construção, e também de transportar equipas de inspecção e de manutenção, numa fase posterior à construção. As tubagens serão então suspensas a partir das torres e estendidas através da abertura das suas pernas (Aerial, 1972).
Este meio de transporte não deve ser confundido com o underground tubular transport (UTT), por sua vez distinto do transporte por túnel. O UTT é um meio de transporte totalmente novo, inspirado na tecnologia espacial (Winkelman, 2007). Ver também, UTP and ULS: underground transport best guarantee for sustainable mobility - part 3

## História

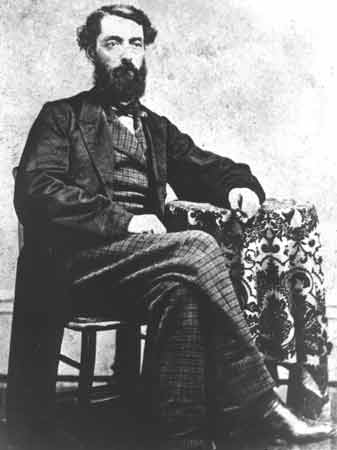
Figura 2. Edwin Drake.

As primeiras condutas terão sido provavelmente construídas na China, por volta do ano 500 aC. A sua utilidade seria transportar o gás natural, proveniente dos poços de gás, para aquecer água salgada com o intuito de lhe retirar o sal (CEPA, [2007]).
Seguiram-se anos de desenvolvimento do transporte tubular (Pipeline, [2007]):
- 1859 - Por intermédio do “Coronel” Edwin Drake, figura 2, em Titusville (Pensilvânia), e após a perfuração do primeiro poço de petróleo, começou-se a utilizar este tipo de transporte para a deslocação de produtos petrolíferos. Em duas décadas, a produção de petróleo cresceu de tal maneira que mais de 80% do consumo mundial de petróleo era fornecido pela Pensilvânia.

- 1863 – As primeiras descobertas de petróleo eram transportadas para as estações ferroviárias em barris de whisky agora convertidos em barris de petróleo, que por sua vez seriam transportados em carroças movidas por cavalos. Desde o início, o transporte era a chave para o sucesso, e os condutores das carroças, conhecidos na altura como teamsters, detinham o primeiro monopólio regional. Eles cobravam mais para mover um barril de petróleo durante 8 km a cavalo, do que todo o restante transporte ferroviário desde a Pensilvânia até à cidade de Nova Iorque.

Os primeiros sistemas de tubagens eram curtos e muito primitivos e só poderiam ser úteis se os furos de petróleo estivessem próximos de tanques ou refinarias. Com o rápido aumento da procura do produto (geralmente querosene), surgiram mais poços e aumentou a necessidade de transporte dos produtos para o mercado. Foi então, rapidamente necessário desenvolver a qualidade, e prolongar os sistemas de condutas e de tubagens.
- 1865 - Foi construída, apesar das ameaças, ataques com armas, fogo posto e sabotagem, a primeira conduta de madeira, com cerca de 14,5 km. Durante esta altura na história, um jovem empresário chamado John D. Rockefeller, adquiriu activamente refinarias de querosene e estabeleceu grandes laços com as ferrovias. Em 1870, juntou todas as suas empresas numa só, a Standard Oil Company.

- 1879 – Negociantes de petróleo, em desespero de causa, para competir com a posição de Rockefeller nos sistemas de transporte, construíram a primeira linha principal de fornecimento de petróleo chamada Tidewater. Ao fim de um ano, Rockefeller era já proprietário de metade da Tidewater e logo instalou uma rede de transportes tubulares até Buffalo, Filadélfia, Cleveland e Nova Iorque.

- 1880 até 1905 – Entretanto, nos Estados Unidos, geólogos foram surpreendidos ao depararem com descobertas de petróleo em Ohio, Oklahoma, Kansas e com o primeiro verdadeiro poço de petróleo que brota naturalmente em Spindletop, Texas, o qual fluía 110 000 barris por dia. As refinarias começaram a surgir próximas de campos de petróleo e novos mercados (sendo o de Rockefeller o maior deles), surgiram na margem sul do lago Michigan, em Whiting, Indiana. Até ao virar do século, o petróleo foi sendo descoberto cada vez mais para ocidente, mais propriamente na Califórnia.

- 1905 – O negócio petrolífero deixou de ser a querosene e passou a ser a gasolina. As lâmpadas de petróleo foram substituídas por lâmpadas eléctricas, o que reduziu consideravelmente o mercado de querosene. No entanto Henry Ford veio alterar a paisagem com a produção em massa de automóveis. Os sistemas de transporte tubular que transportavam o crude desde os grandes campos de petróleo no Texas, Oklahoma e Kansas até às refinarias presentes no oriente, começavam a atravessar o país.

- 1917 – Até à chegada da Primeira Guerra Mundial, as condutas petrolíferas já percorriam a maior parte da nação.

- 1920 – Durante a década de 1920, impulsionados pelo crescimento da indústria automóvel, surgiu um crescimento da quilometragem de condutas petrolíferas, nos Estados Unidos, para mais de 185 069 km.

- 1945 – Durante a Segunda Guerra Mundial, os sistemas de produção cresceram rapidamente ao longo da costa oriental. 48 Petroleiros foram afundados nas fases iniciais da guerra, mostrando uma certa vulnerabilidade por parte dos Estados Unidos para tal ataque. Isto levou a que surgisse uma larga expansão do diâmetro das condutas petrolíferas terrestres que transportavam o crude e os produtos petrolíferos desde áreas como o Texas e Oklahoma até aos consumidores da costa oriental.

- 1950 até 1960 – Nas décadas de 50 e 60, o equilíbrio da oferta foi mudando rapidamente. Pela primeira vez os Estados Unidos eram um importador de petróleo. As companhias de petróleo americanas tornaram-se grandes exploradoras deste bem essencial mesmo nas terras mais longínquas. As principais descobertas foram feitas em locais como Egipto, Argentina, Venezuela,Médio Oriente, Mar Cáspio, Mar da China, Mar do Norte, Oeste do Canadá e África Ocidental.

- 1970 até 1977 – Na sequência da descoberta de um campo petrolífero no Alasca, em 1968, os criadores dos sistemas de transporte tubulares enfrentaram o desafio de construir uma conduta capaz de transportar 1,6 milhões de barris de petróleo por dia ao longo de cerca de 800 km de gélidas montanhas cobertas de neve e de uma tundra praticamente congelada. Concluído em 1977, o transporte tubular denominado Trans Alaska, chegou a transportar mais de 2 milhões de barris por dia em 1988 e ainda hoje continua a fornecer cerca de 1 milhão.

- 1970 até 1990 – As condutas foram-se tornando cada vez mais versáteis à medida que eram chamadas para recolher petróleo e gás a 1 km abaixo da superfície do oceano; transportar químicos especiais entre fábricas químicas e as refinarias; transportar líquidos de gases naturais destinados ao desenvolvimento do aquecimento regional e para indústrias de olefina.

O transporte tubular continua a desempenhar um papel importante na indústria do petróleo, providenciando segurança, fiabilidade e rentabilidade. À medida que as necessidades de energia aumentam e as populações tendem a instalar-se longe dos seus centros de abastecimento, o transporte tubular é essencial para que nos continue a chegar energia.
Desde os tempos das condutas e dos barris de madeira, a indústria do transporte tubular à medida que se tem vindo a desenvolver, tem implementado as últimas tecnologias nas suas operações e na sua manutenção.  Hoje em dia, a indústria utiliza sofisticados controlos e sistemas de computador, materiais de ponta para o fabrico das condutas e técnicas avançadas de prevenção da corrosão.
Actualmente a tecnologia continua a produzir melhores condutas com melhores aços, a encontrar melhores maneiras para instalar essas condutas no solo e analisar continuamente a sua condição mesmo já depois de estarem implementadas no solo. Ao mesmo tempo, as suas regulações de segurança tornaram-se mais completas, isto deve-se em grande parte à melhor compreensão dos materiais disponíveis e ao aperfeiçoamento das técnicas de operação e de manutenção das condutas tubulares.
- Tabela 1. Listagem de países de acordo com o comprimento total de transporte tubular nele existente

| Posição | País           | Comprimento total de transporte tubular (km) | Percentagem de transporte tubular no mundo | Estrutura                                                                                                   | Data da informação |
| ------- | -------------- | -------------------------------------------- | ------------------------------------------ | --- | ------------------ |
| 1       | Estados Unidos | 793 285                                      | 40,48%                                     | Produtos petrolíferos 244 620 km; Gás natural 548 665 km                                                    | 2006               |
| 2       | Rússia         | 244 826                                      | 12,49%                                     | Aquecimento (água quente) 122 km; Gás 158 699 km; Petróleo 72 347 km; Produtos refinados 13 658 km          | 2007               |
| 3       | Canadá         | 98 544                                       | 5,03%                                      | Petróleo bruto e refinado 23 564 km; Gás de petróleo liquefeito 74 980 km                                   | 2006               |
| 16      | Brasil         | 22 289                                       | 1,14%                                      | Aquecimento (água quente) 244 km; Gás 12 070 km; Petróleo 351 km; oil 5 214 km; Produtos refinados 4 410 km | 2007               |
| 74      | Portugal       | 1 297                                        | 0,07%                                      | Gás 1 098 km; Petróleo 11 km; Produtos refinados 188 km                                                     | 2007               |
| 77      | Angola         | 1 220                                        | 0,06%                                      | Gás 234 km; Gás de petróleo 85 km; Petróleo 896 km; Petróleo/Gás/Água 5 km                                  | 2007               |
|         | Outros países  | 798 040                                      | 40,73%                                     | |                    |
|         | TOTAL          | 1 959 501                                    | 100%                                       | |                    |

## Componentes do transporte tubular
Injecção inicial do produto

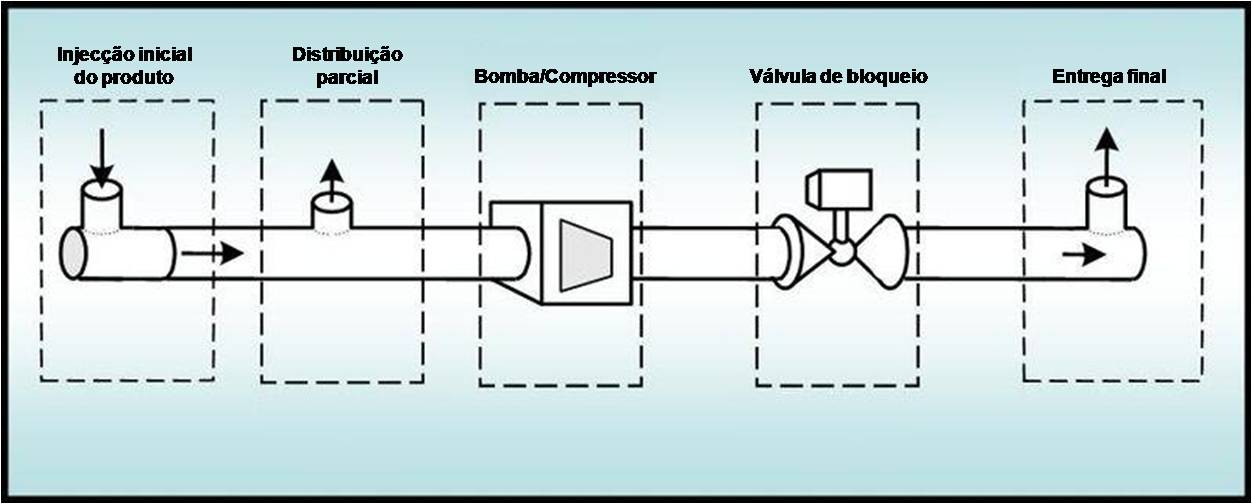
Figura 3. Componentes do transporte tubular.

São estações onde é feita a introdução do produto na linha de transporte.
Distribuição parcial
Estações onde é feita parte da distribuição do produto.
Bomba/compressor
Estas estações abrigam as bombas e os compressores usados para mover o produto ao longo das tubagens (PHMSA, [2009]).
Válvula de bloqueio
É uma válvula utilizada para parar o fluxo do produto através das tubagens, e isolar um segmento da rede de tubos ou um componente do sistema (PHMSA, [2009]).
Entrega final
O trajecto do produto chega ao fim. O produto é entregue ao consumidor.

Tipos de transporte tubular em geral
- Aeroduto
- Aqueduto
- Carboduto
- Eletroduto
- Gasoduto
- Mineroduto
- Oleoduto
- Oviduto
- Poliduto

## Tipos de transporte tubular de acordo com a substância transportada

### Petróleo

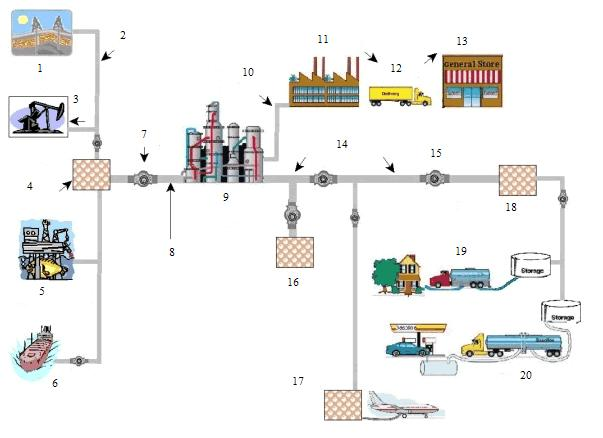
Figura 4. Transporte tubular para produtos petrolíferos.
1 – Crude proveniente de poços existentes nos solos;
2 – Sistemas tubulares;
3 – Bomba “alavanca”;
4 – Instalações de armazenamento e tratamento de crude;
5 – Crude proveniente de plataformas marítimas;
6 – Crude transportado por navios tanque (petroleiros);
7 – Estação de bombagem;
8 – Tubulações de transmissão de crude;
9 – Fábricas químicas e refinarias;
10 – Químicos e matérias-primas;
11 – Fábricas;
12 – Entregas de produtos;
13 – Vendas a grosso e a retalho;
14 – Tubagens de distribuição de produtos refinados;
15 – Estações de bombagem;
16 – Armazenagem do produto a granel;
17 – Instalações de armazenamento para utilização directa, tais como aeroportos;
18 – Instalações de armazenamento do produto a granel: terminal de distribuição;
19 – Distribuição de produtos petrolíferos para aquecimento de zonas habitacionais;
20 – Distribuição local de gasolina.

Existem dois tipos de transporte tubular de petróleo: transportes tubulares para petróleo bruto e para produtos petrolíferos. Enquanto o primeiro transporta o petróleo bruto para as refinarias, o último transporta produtos refinados, como gasolina, querosene, combustível de avião e petróleo para aquecimento, desde as refinarias até ao mercado. Diferentes tipos de petróleo bruto, produtos petrolíferos são geralmente transportados através do mesmo sistema de transporte tubular em diferentes lotes. 
A mistura entre os lotes é pequena e pode ser controlada. Todo este processo é realizado usando grandes lotes (longas colunas do mesmo tipo de produto), ou colocando uma esfera de borracha cheia de ar entre os lotes para separá-los. O petróleo bruto e alguns produtos petrolíferos transportados através das tubagens contêm uma pequena quantidade de aditivos para reduzir a corrosão interna do tubo e diminuir as perdas de energia. Os aditivos mais frequentemente utilizados para reduzir a corrosão são polímeros, tais como óxidos de polietileno.  Os oleodutos utilizam quase exclusivamente tubos de aço sem revestimento externo, mas com uma camada catódica exterior para minimizar a corrosão externa (Liu, 2009). A figura 4 representa todo o percurso que o crude e os produtos petrolíferos efectuam.

### Gases
Praticamente todos os transportes terrestres de gás natural são feitos através de gasodutos. Para o transporte de gás natural ser feito de outras maneiras, tais como caminhão ou comboio, seria bem mais perigoso e dispendioso. Embora os gasodutos de recolha e transmissão sejam feitos de aço, a maioria dos gasodutos de distribuição (ou seja, pequenos gasodutos que conectam as principais redes de gasodutos e os consumidores) construídos nos Estados Unidos desde 1980, são feitos de plástico flexível, que são fáceis de estabelecer e não são corrosivos (Liu, 2009). A figura 5 representa todo o percurso que é feito pelos gases até chegarem aos consumidores.

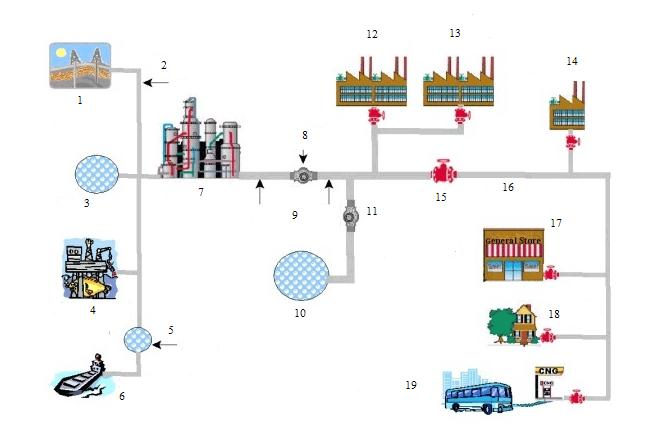
Figura 5. Transporte tubular para gás natural.
1 – Gás natural proveniente dos poços existentes no solo;
2 – Sistemas tubulares;
3 – Instalações de armazenamento de gás;
4 – Gás natural proveniente de plataformas marítimas;
5 – Instalações de armazenamento e de tratamento de gás natural liquefeito;
6 – Gás natural liquefeito transportado por navios tanque;
7 – Fábricas de processamento e de tratamento do gás;
8 – Estações de compressão;
9 – Tubulações de transmissão do gás natural;
10 – Instalações de armazenamento de gás;
11 – Estações de compressão;
12 – Instalações de produção de energia eléctrica;
13 – Clientes com grande poderio industrial;
14 – Pequenas fábricas;
15 – “Portões” da cidade;
16 – Distribuição local de gás natural;
17 – Clientes comerciais;
18 – Consumidores em zonas habitacionais;
19 – Abastecimento a veículos movidos a gás.

### Água
Com a diminuição de fontes de água e o rápido crescimento da população humana, as comunidades e os países estão a ser solicitados para investigar alternativas de recursos hídricos. O transporte de água através de sistemas de transporte tubular tem sido uma opção válida. Estas sólidas e pesadas tubulações bombeiam a água desde uma grande fonte e transferem-na ao longo de grandes distâncias para áreas com necessidade.
A finalidade deste transporte é transportar águas superficiais ou subterrâneas, sem causar erosão e reduzindo as possibilidades de evaporação. Estas secções tubulares possuem um largo diâmetro, como é possível ver pela figura 6, e podem fornecer água para populações e indústrias a curtas e longas distâncias. Podem ser instaladas no subsolo ou à superfície, e usadas para o transporte de água doce e escoamento de águas residuais. A água é transportada através das tubagens com o auxílio de bombas e da força da gravidade (Suppes, 2004). Na figura 7 e na figura 16, podemos observar um exemplo de condutas para o transporte de água.
Na engenharia moderna da água, enquanto as tubagens de cobre são usadas para a canalização interior, as de grande diâmetro, e sujeitas a elevadas pressões de água, podem utilizar aço, ferro fundido ou betão. Quando tubos metálicos são utilizados para transportar água potável, o interior do tubo tem frequentemente um revestimento de plástico ou de cimento para evitar a ferrugem, o que pode levar a uma deterioração da qualidade da água. O exterior dos tubos metálicos também é revestido com um produto de asfalto e isolados de modo a reduzir a corrosão, devido ao contacto com certos solos (Liu, 2009).

### Hidrogénio

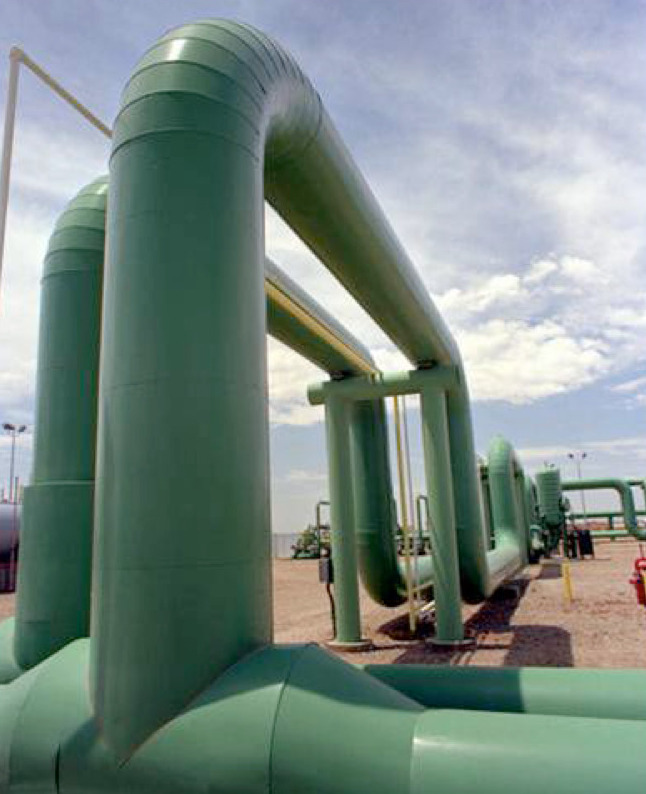
Figura 8. Transporte tubular de hidrogénio.

Por razões económicas, o hidrogénio terá que ser compactado para poder ser transportado em terra, na sua forma gasosa. O seu transporte pode ser feito através de um gasoduto que faz a ligação das instalações generativas com as estações de recepção do hidrogénio. A figura 8 é um exemplo de um gasoduto para transporte de hidrogénio.
Actualmente existem aproximadamente 1 000 km de gasodutos dedicados à transmissão de hidrogénio nos Estados Unidos.
Existem algumas preocupações técnicas com o hidrogénio que não existem com o gás natural ou com o petróleo. A principal preocupação é o potencial do hidrogénio para deformar o aço e as soldaduras utilizadas para fabricar as tubagens. Outros potenciais obstáculos incluem a necessidade de melhorar a tecnologia e técnicas de estancar de modo a controlar as fugas e infiltrações que possam vir a surgir. Devido ao baixo peso molecular do hidrogénio, as fugas no equipamento são difíceis de controlar. Ao mesmo tempo, o hidrogénio, apresenta preocupações de segurança especiais. A relativamente baixa energia de activação do hidrogénio, e a vasta gama de concentrações de hidrogénio no ar, podem levar a que ocorram explosões se os equipamentos permitirem algum tipo de fugas. Embora estas preocupações sejam comuns em terra e no mar, o perigo de explosão é relevante apenas em espaços reduzidos. Mesmo sabendo que estes problemas não são insuperáveis, de qualquer das formas aumentam o custo de produção, armazenagem, entrega e utilização do hidrogénio. Decorrem, nos dias de hoje, investigações para encontrar opções mais baratas e mais flexíveis para o manuseamento do hidrogénio (Technology, 2006).

### Etanol
O volume de etanol actualmente utilizado, no que diz respeito ao transporte, é relativamente pequeno quando comparado com a gasolina no mercado. A solução menos dispendiosa para a distribuição do etanol é então por transporte tubular. No entanto, existem algumas questões que limitam a utilização frequente deste tipo de transporte. Por exemplo, a água tem uma grande afinidade pelo etanol, e consequentemente, terá que se ter uma grande preocupação em manter a água fora das tubagens. Outro aspecto a ter em conta é que o etanol é um melhor solvente do que a gasolina, então, as primeiras transportações feitas num sistema de transporte tubular já existente, poderiam tomar muitas impurezas que estivessem acumuladas nas tubagens. Para além disto, o etanol possui um elevado grau de corrosão, o que poderá encurtar a vida de um sistema de transporte tubular (Ethanol, 2009).

### Cerveja

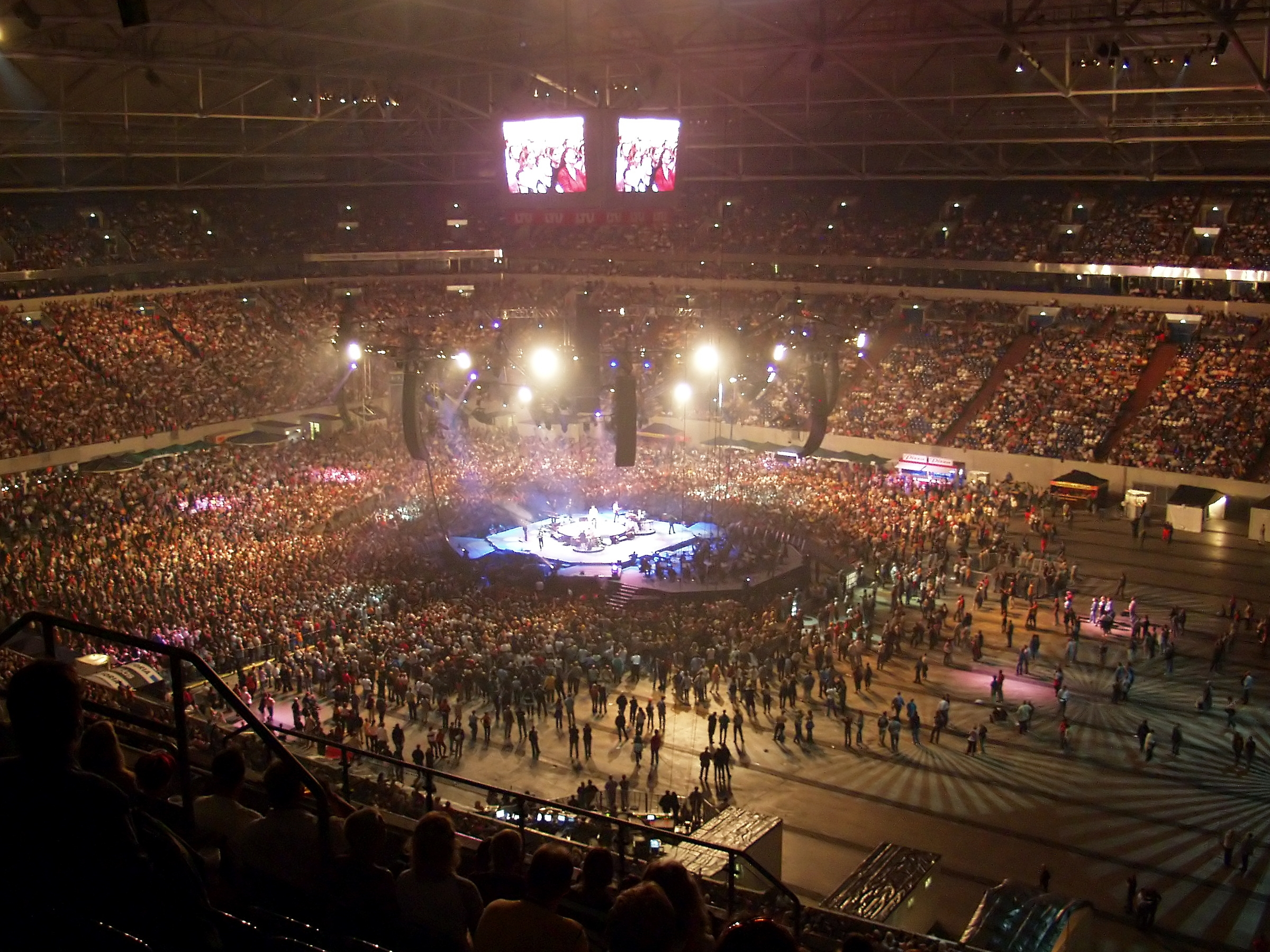
Figura 9. Estádio Veltins-Arena, Gelsenkirchen, Alemanha.

Os bares no Veltins-Arena, um grande estádio de futebol em Gelsenkirchen, figura 9, Alemanha, estão conectados a 5 km de tubagens de cerveja. É o método preferido para distribuição de cerveja em estádios tão grandes, visto que os bares têm que superar grandes diferenças na procura durante as várias fases de um jogo; isto permite-lhes serem fornecidos por um reservatório central.

### Minério
O transporte tubular de minério, chamado minerioduto ou mineroduto é um sistema de tubulações por onde se transporta minério a longas distâncias, com baixo impacto ambiental.

## Tipos de transporte tubular de acordo com a sua finalidade
No geral, os sistemas de transporte tubular podem ser classificados em três categorias, dependendo da sua finalidade:
Amontoado de tubulações (gathering pipelines)
Grupo de pequenas tubulações interligadas formando redes complexas, com o objectivo de transportar crude e gás natural das proximidades de diferentes poços, para instalações de tratamento. Neste grupo, as tubulações são geralmente curtas, apenas umas centenas de metros, e com pequenos diâmetros. Também as condutas de recolha de produto provenientes das plataformas em águas profundas são consideradas um amontoado de tubulações.
Tubulações de transporte
Principalmente longas tubagens com grandes diâmetros, que deslocam produtos (petróleo, gás, produtos petrolíferos) entre cidades, países e até mesmo continentes. Estas redes de transporte incluem estações de compressão nas linhas de transporte de gás, ou estações de bombeamento no caso do petróleo ou produtos petrolíferos.
Tubulações de distribuição
Compostas por várias tubulações interligadas com pequenos diâmetros, usadas para levar o produto ao consumidor final. São linhas de distribuição do produto para residências e empresas. Condutas em terminais de distribuição de produtos para os reservatórios e instalações de armazenagem estão incluídas neste grupo.

## Como se movem os produtos nas condutas tubulares?
Independentemente do caudal, os líquidos, nas tubagens, movem-se em lotes distintos. Como todos os lotes se movem à mesma velocidade – cerca de quatro a oito quilómetros por hora para líquidos – os lotes não se chegam a misturar, excepto quando entram mesmo em contacto, mas nestes casos, estes pequenos volumes podem ser reprocessados. Raramente existem lotes fisicamente separados por metais ou plásticos.
Os volumes de gás natural não se encontram separados por lotes. Estes, movem-se pelo interior das tubagens aproximadamente a quarenta quilómetros por hora.
Ao longo do sistema de transporte tubular são, estrategicamente, colocadas bombas ou compressores para mover os líquidos ou o gás natural, respectivamente. Estas instalações são necessárias devido à perda de energia por parte da fricção (CEPA, [2007]).

## Construção
As companhias de transporte tubular estão constantemente a par do crescimento e das necessidades de energia, para assim poderem projectar onde e quando, novas capacidades de transporte serão necessárias para transportar produtos energéticos. De seguida, surge a discussão de todos os passos envolvidos para a colocação de novos sistemas de transporte tubular, de maneira a poder acompanhar os crescimentos populacionais, assim como as necessidades comerciais e industriais.
O planeamento da capacidade de transporte das tubagens deve começar, antes de transportar o primeiro barril de petróleo ou qualquer outro produto petrolífero, ou até mesmo a mínima quantidade de gás. As companhias de transporte tubular devem determinar as possíveis rotas para as novas tubagens; adquirir os direitos de passagem para poder construir, operar e manter os sistemas de transporte; modificar as actuais plantas de sistemas tubulares; e, construir e instalar as tubagens. Todos estes passos estão sujeitos a rigorosas regulamentações, opiniões e aprovações. A construção só pode começar após a selecção da rota receber aprovação regulamentar, os direitos de passagem serem obtidos e a planificação do sistema estar completa.
Independentemente do comprimento da rede de tubagens, o processo de construção deve ser cuidadosamente planeado, de modo a assegurar a segurança e integridade das novas tubulações. De certa forma, a instalação de uma conduta pode ser vista como um processo de uma linha de montagem, com as secções das tubagens a serem concluídas em sequências de passos repetitivos (PHMSA, [2009]).

Algumas etapas de construção:
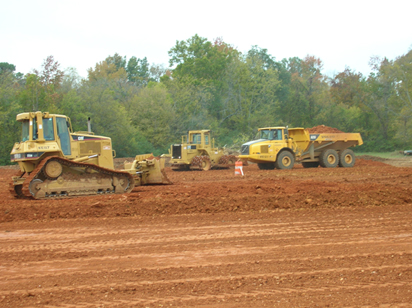
Figura 10. Desbaste do local.
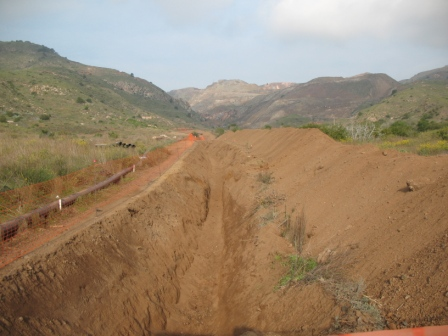
Figura 11. Vala para instalação de um sistema de transporte tubular.
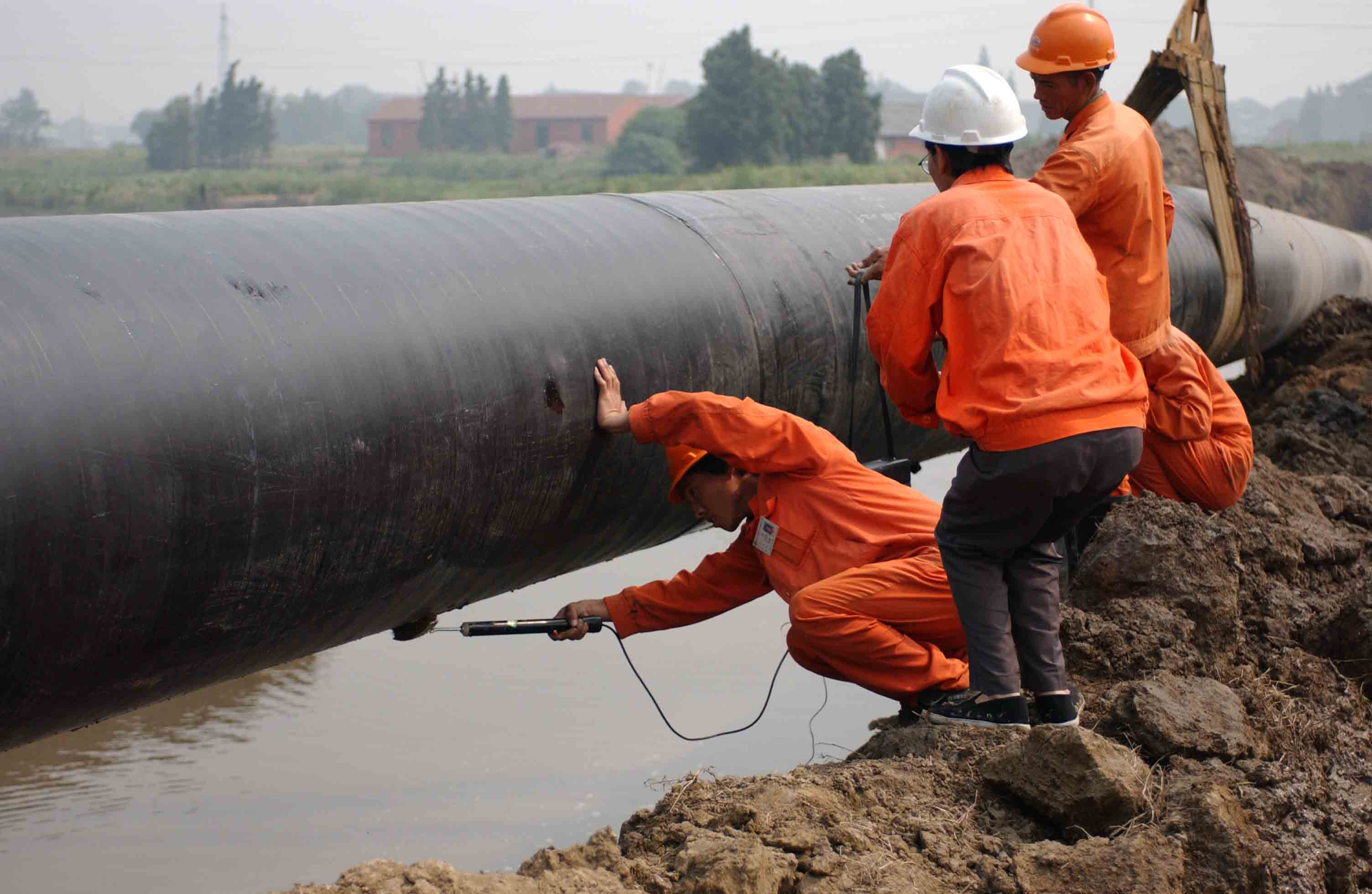
Figura 12. Revestimento da tubagem.
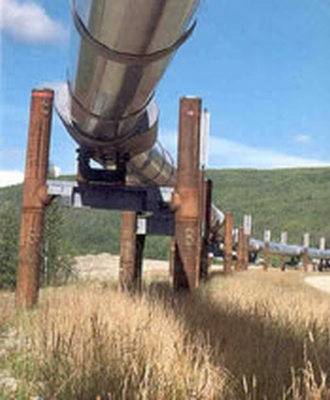
Figura 13. Tubulações.

Selecção da rota
A construção de um sistema de transporte tubular requer uma grande dose de planeamento, consulta e preparação. As empresas devem determinar a procura do mercado e assegurar apoio aos clientes antes de investirem num projecto. Após a tomada de decisão de avançar com o projecto, a empresa deverá avaliar rotas alternativas para o sistema de transporte tubular, e no final seleccionar uma proposta de rota. Questões como, quais as populações que necessitam deste serviço; qual o tamanha das tubagens que será então necessário; quais os recursos naturais que poderão a vir a ser afectados; que áreas ambientais e habitacionais poderão a vir a ser intersectadas; e que outros sistemas se encontram ao longo da rota escolhida, são apenas alguns aspectos que entram para o processo.
A população e as agências governamentais ao longo da rota proposta também são consultados, individualmente e através de avisos e reuniões públicas. São feitas intensas avaliações ao ambiente e ao solo, e planos de mitigação são formulados para os mais diversos cenários. Estas avaliações podem resultar em ajustamentos à rota do sistema de transporte tubular proposta. Após a selecção final da rota, o terreno é adquirido por compra ou licença, juntamente com o direito de passagem. Finalmente, uma série de processos regulamentares devem ser concluídos.
Regulamentação do processo
Uma vez analisada a rota proposta pela empresa de distribuição, são também estudadas uma série de rotas alternativas, que possam minimizar os estragos ao meio ambiente.
O impacto nos edifícios, culturas, abastecimento de água, solo, vegetação, fauna, qualidade do ar, ruído, segurança, entre outros, são tomados em consideração.
A partir do momento em que se conclui que o projecto não fará qualquer impacto significativo no ambiente, o projecto, geralmente, avança rapidamente. Contudo, se é chegada à conclusão que o projecto fará um impacto ambiental significativo, então um estudo mais aprofundado do impacto ambiental será desenvolvido, até todos os esforços serem revistos e aprovados antes de se poder avançar.
Concepção
Existem muitas diferenças significativas entre os sistemas de transporte tubular para líquidos perigosos, e para os de gás natural. Estas diferenças englobam a concepção dos sistemas, os materiais e componentes utilizados, segurança e factores ambientais, e uma série de outros tópicos. Além disso, todo um sistema de transporte tubular pode ser curto – como por exemplo, a ligação de uma área de produção com uma refinaria ou com uma instalação de tratamento – ou pode ser muito longa, compreendida entre a costa do Texas e uma cidade do nordeste. As secções das condutas tubulares são fabricadas em laminadores de aço e inspeccionadas de modo a garantir que estas cumpram as normas de segurança públicas e industriais. Possuem geralmente entre 12 metros e 24 metros de comprimento, e são projectados especificamente para a sua localização no gasoduto/oleoduto. Uma variedade de condições do solo, condições geográficas e de características da população existente no percurso irá determinar diferentes requisitos para o tamanho das secções tubulares, espessura das paredes e materiais de revestimento.
Preparação do local
Para começar a construção do percurso seleccionado, a rota do sistema de transporte tubular precisa ser “limpa”. O trabalho de construção e a passagem do equipamento requer que, temporariamente, o espaço de trabalho utilizado vá para além do espaço pré-definido para a construção do transporte tubular. A utilização temporária deste espaço adicional é negociada com o proprietário do terreno. Uma equipa de inspecção, examina e limita cuidadosamente os acordos da construção para assegurar que apenas o espaço de construção é “limpo”. De seguida, de modo a garantir uma adequada área de trabalho, uma equipa de limpeza e de nivelamento do solo, prepara o corredor para que os equipamentos de instalação das condutas possam trabalhar em segurança, como é mostrado na figura 10. Esta equipa, remove árvores, rochas, silvados e outros impedimentos que possam obstruir a construção. Instala também vedações de sedimentos ao longo das bordas de fluxos de água e zonas húmidas, de maneira a prevenir a erosão em solos perturbados. As árvores que estão no interior da passagem das condutas são cortadas, e a madeira é removida ou então empilhada ao longo da passagem. O silvado, normalmente é corto e queimado.
Disposição em série das tubagens

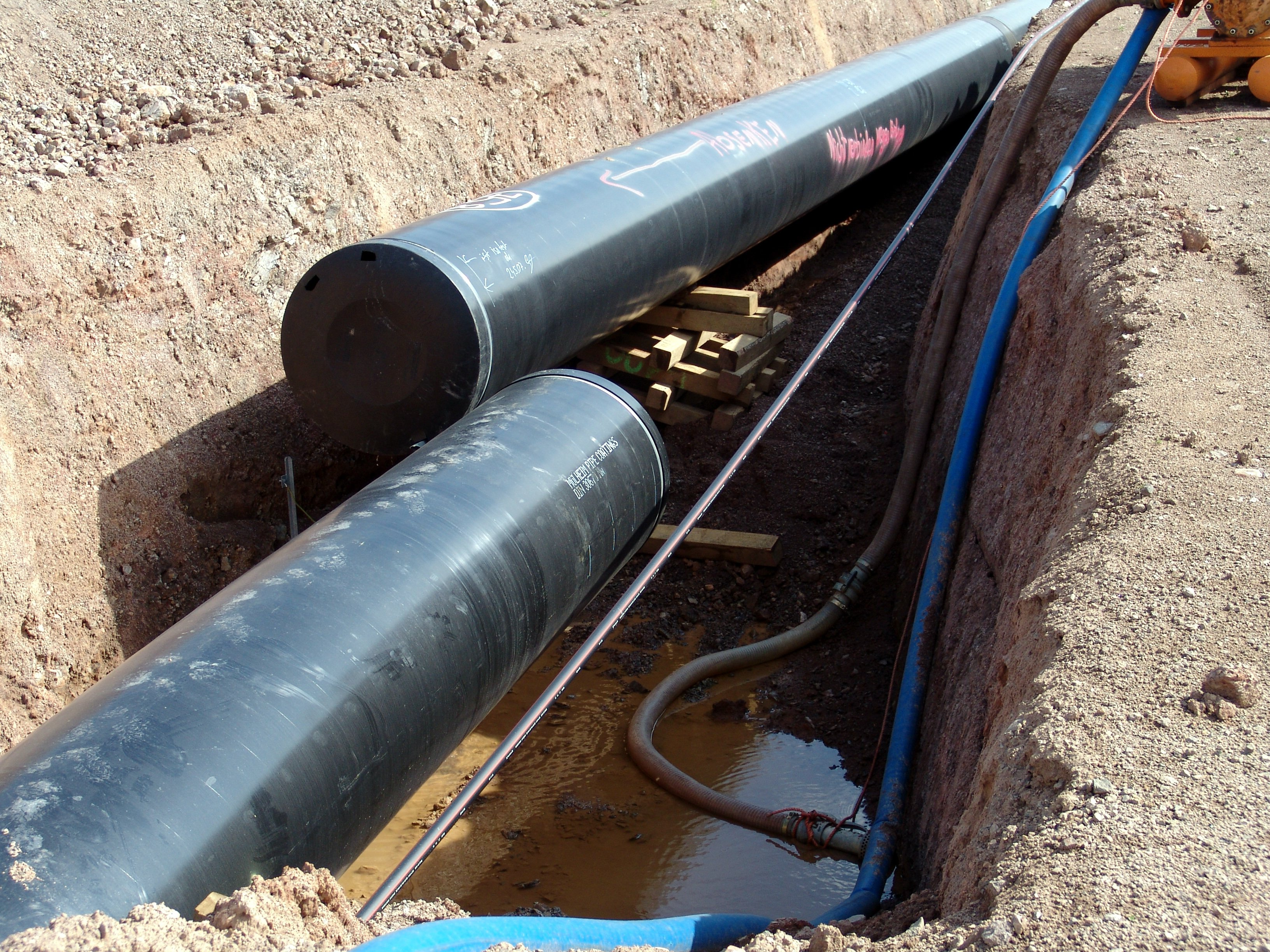
Figura 14. Instalação de conduta para transporte tubular.

Depois das zonas de passagem das condutas terem sido suficientemente limpas, de modo a permitir o acesso ao equipamento de construção, as secções das tubagens são dispostas ao longo das valas. Estas secções são fabricadas em laminadores de aço e posteriormente inspeccionadas de modo a garantir que estes cumpram as normas de segurança da indústria. São frequentemente fabricadas em tubos de 12 metros a 24 metros de comprimento. A sua concepção e fabrico são especificamente seleccionados para a sua localização no gasoduto/oleoduto. Isto deve-se à grande variedade de requisitos que o sistema pode possuir, sendo eles: o tamanho das tubagens, a espessura da canalização, o material de revestimento, devido a diferentes condições do solo, características geográficas ou à proximidade de zonas populacionais. Os tubos podem ser transportados a partir da fábrica para estaleiros próximos do local onde será instalado o gasoduto/oleoduto, ou directamente para as zonas de passagem das condutas. Após a entrega das secções tubulares, uma equipa de trabalhadores distribui cuidadosamente as várias secções de acordo com o plano de instalação.
Abertura das valas
Em seguida, é cavada uma vala ao longo da zona de passagem das condutas, figura 11. Equipamentos mecânicos são usados para abrir as valas. Ocasionalmente, poderão vir a ser usadas perfurações ou até mesmo explosivos, de forma controlada, para quebrar rochas. À medida que o material vai sendo retirado durante a escavação, vai sendo temporariamente armazenado sobre um dos lados da vala. Este material será utilizado novamente no enchimento da vala.
As valas são escavadas a uma profundidade suficiente para permitir um montante adequado de cobertura quando as tubagens estiverem enterradas. Os regulamentos exigem que as tubulações estejam enterradas pelo menos 30 centímetros abaixo da superfície em zonas rurais, e mais profundas ainda em áreas populacionais. Além disso, o sistema tubular deve ser enterrado mais fundo em alguns locais, como em cruzamentos de rodovias e cruzamentos de massas de água, como também pode ser menor noutros locais, tal como quando é instalado em rocha consolidada. A profundidade de enterro do sistema tubular deve estar de acordo com os regulamentos de segurança.
Curvatura
Uma máquina de dobragem é utilizada no terreno para fazer ligeiras curvas em cada uma das secções da tubagem, de modo a garantir a conformidade quando surgem alterações na rota do gasoduto/oleoduto. A máquina de dobragem utiliza uma série de fixadores e a pressão hidráulica para fazer curvaturas lisas e suaves nas tubagens. Todo o processo de curvatura é realizado em perfeita conformidade com as normas prescritas de modo a assegurar a integridade da curva. Muitas vezes, estas configurações devem ser anteriormente determinadas. Elas são pré-fabricadas em locais específicos e depois trazidas para o local onde serão instaladas.
Soldadura (junção das secções tubulares)
Para realizar o processo de soldadura, as secções tubulares estão temporariamente apoiadas e alinhadas ao longo das bordas da vala. As várias secções são então soldadas umas às outras, formando um sistema tubular contínuo, usando procedimentos de soldadura manuais, semi-automáticos ou automáticos, como nos mostra a figura 15.
Todos os procedimentos de soldadura são qualificados e controlados de acordo com especificações restritas, incluindo os procedimentos semi-automáticos e automáticos. Cada vez mais, em projectos de grande dimensão, a soldadura automática é usada em detrimento da soldadura manual.
Como parte do processo de garantia de qualidade, cada soldador terá que passar por testes de qualificação para poder trabalhar numa determinada tarefa do sistema tubular, e cada procedimento de soldadura tem que estar aprovado, para o uso naquela tarefa, em concordância com as normas de soldadura adoptadas. A qualificação de um soldador ocorre antes de o projecto começar. Cada soldador terá que completar várias soldaduras usando o mesmo tipo de tubagens que irão ser usadas no projecto. As soldaduras são depois avaliadas, colocando as secções soldadas numa máquina que medirá a força necessária para puxar a parte soldada. Um aspecto interessante de notar é que a solda é realmente mais forte do que a própria tubagem. Um segundo nível de garantia de qualidade diz respeito à qualidade do percurso de operação de soldadura. Para isto, técnicos qualificados recorrem ao raio-X das soldas das tubagens para garantir que estas cumprem as normas de qualidade prescritas. Se quaisquer falhas forem detectadas, a solda é reparada ou corta, e é feita uma nova solda.
Outra forma de inspecção da qualidade de soldadura emprega a tecnologia ultra-sónica.
Revestimento

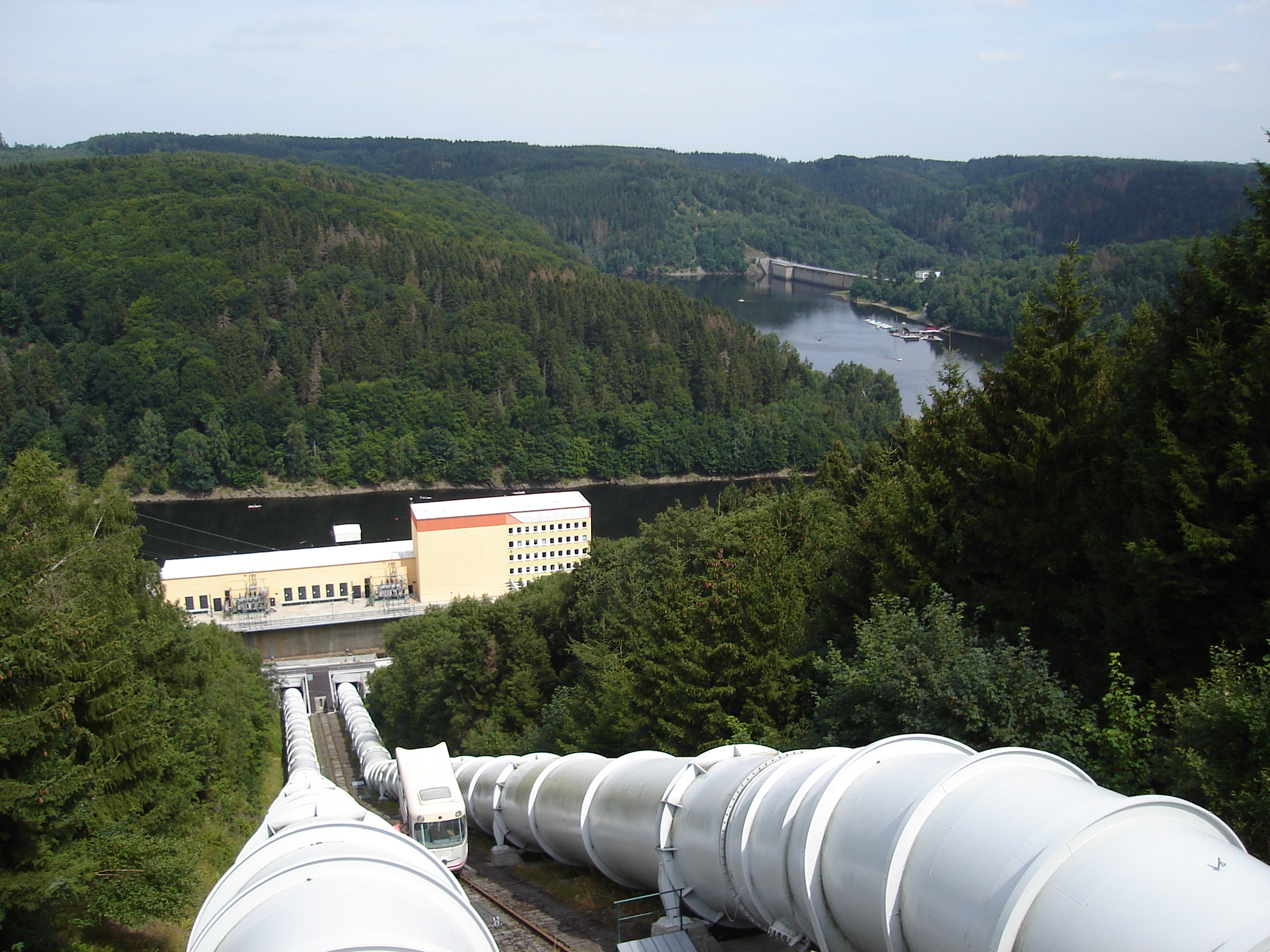
Figura 16. Condutas de água numa central hidroeléctrica, Alemanha.

Após a análise, geralmente através de raio-X, um revestimento é aplicado sobre as áreas soldadas nas extremidades das tubagens de modo a prevenir a corrosão, figura 12. Este revestimento é aplicado ao tubo durante a sua fabricação, porém, este processo normalmente deixa as extremidades do tubo não revestidas de modo a permitir as soldaduras.
Antes da aplicação do revestimento, o tubo “despido” é completamente limpo para remover qualquer sujeira ou detritos. Depois da sua aplicação, as tubagens são deixadas a secar e antes mesmo das tubagens serem rebaixadas até à vala, todo o revestimento dos tubos é inspeccionado para garantir que está livre de defeitos.
Rebaixamento
Uma vez soldado e revestido, o gasoduto/oleoduto é rebaixado até à vala, figura 13. O rebaixamento é feito com vários equipamentos de construção especializados. Estes equipamentos funcionam conjuntamente para levantar e baixar os segmentos já montados do gasoduto/oleoduto até à vala, de uma forma calma e uniforme para evitar danificar as tubagens. Uma vez rebaixado o gasoduto/oleoduto para a vala, esta é calmamente soterrada, para garantir que as tubagens e os seus revestimentos não sejam danificados. Para isso é geralmente utilizada uma máquina retro escavadora, dependendo da composição do solo.
Em áreas onde o solo é rochoso, o material de cobertura das tubagens é rastreado para remover as rochas ou então as tubagens são cobertas com um material, de modo a protege-las de rochas afiadas e do atrito. Alternativamente, uma cobertura limpa pode ser usada para cobrir as tubagens. Uma vez que as tubagens estejam suficientemente cobertas, o solo e as rochas grosseiras podem vir a ser usadas para completar a cobertura.
Testes

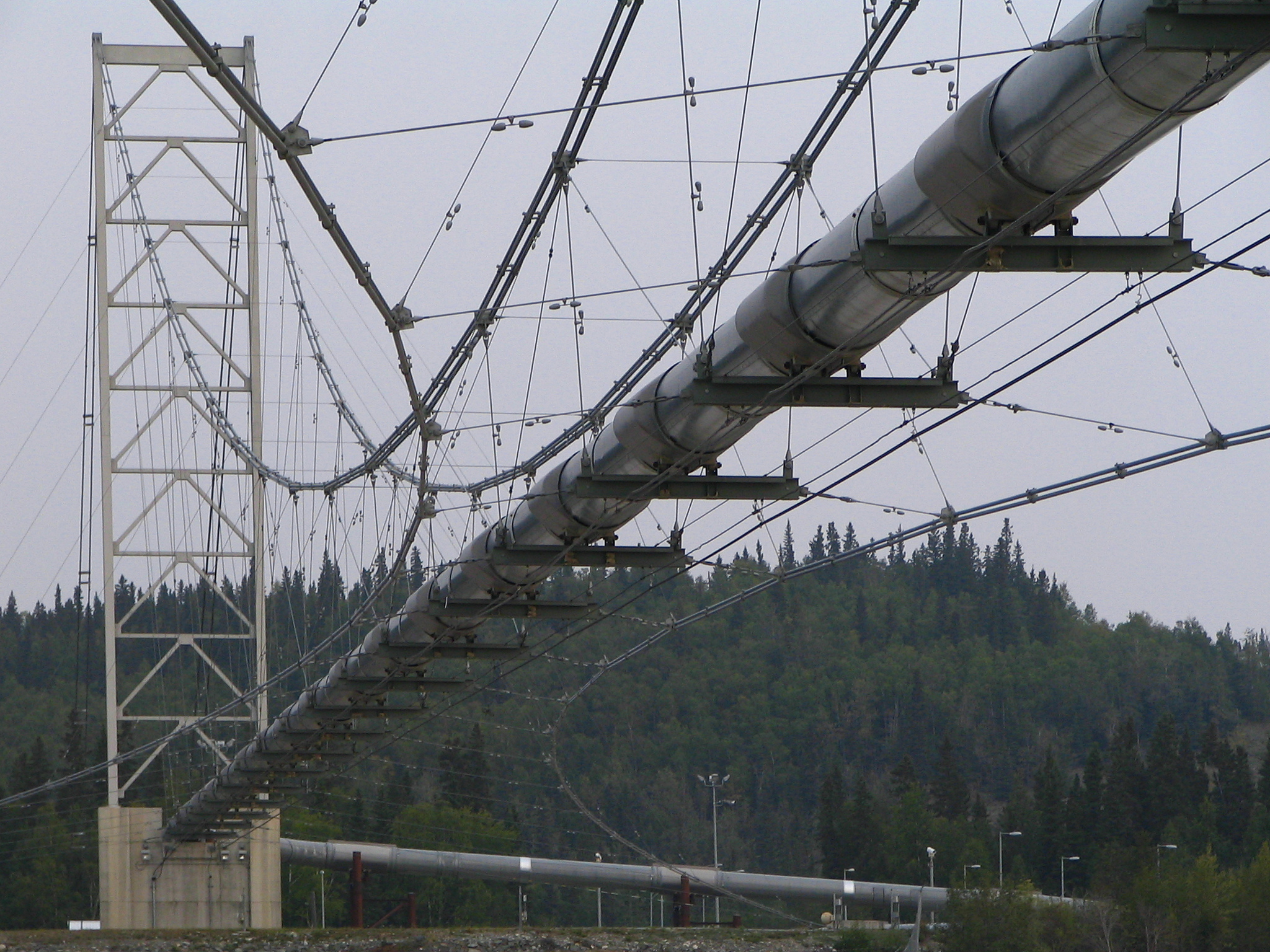
Figura 17. Transporte tubular no Alaska, atravessando o rio Tanana.

Geralmente, mas com algumas excepções, todos os sistemas de transporte tubular de gás natural e de líquidos perigosos devem ser hidrostaticamente testados antes de serem colocados em serviço. O objectivo deste teste de pressão hidrostática, passa por eliminar qualquer defeito que possa ameaçar a capacidade do gasoduto/oleoduto em sustentar a sua pressão máxima de funcionamento, ou para determinar que não existem defeitos. As tubagens são projectadas para uma dosagem especificada de pressão. Os testes sobre a pressão hidrostática consistem em encher as tubagens com água e aumentar a pressão interna para um nível superior ao nível previamente projectado. As tubagens que não possam suportar a pressão, irão falhar. Após a detecção de tais falhas, os defeitos são reparados, ou a secção do gasoduto/oleoduto afectada é substituída e o teste reiniciado até que não sejam encontradas quaisquer falhas. Existem outros testes para além do da hidrostática, este não é o único meio para detecção de defeitos no tubo. Também o teste da corrosão é muitas vezes utilizado. Contudo, o teste hidrostático é um método aceitável para demonstrar a adequação de um sistema de transporte tubular para um determinado serviço.
Restauração do local

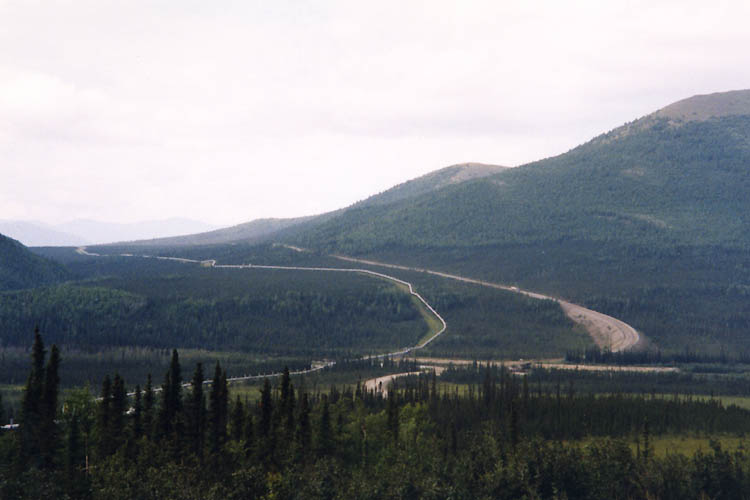
Figura 18. Oleoduto no Alaska.

Finalmente, todo o local de construção é restaurado tão próximo quanto possível das suas condições iniciais, como é visível pela figura 18. Dependendo da localização e das circunstâncias, isto poderá levar a um nivelamento da área de construção, reparação de sistemas de rega, aplicação de fertilizantes ou outras acções que possam vir a ser necessárias. Os locais de passagem do transporte tubular são cuidadosamente regularizados, e em áreas montanhosas, são instaladas medidas de prevenção contra a erosão. Materiais de pedra e de madeira são também, algumas vezes, instalados ao longo de terras húmidas para estabilizar os solos e conservar os habitats para construções seguintes.

## Acidentes
- 12 de Março de 2018 – ocorre na cidade brasileira de Santo Antônio do Grama, uma ruptura na tubulação do Mineroduto Minas–Rio, maior mineroduto do mundo com 525 km de extensão, com despejo no meio ambiente, de 450 mil litros de uma mistura de 70% de minério de ferro com 30% de água.[1][2][3]

- 9 de Abril, 2009 – um gasoduto explodiu no Turquemenistão interrompendo as exportações de gás para a Rússia. Funcionários vieram confirmar que o acidente não teria impacto sobre os clientes na Europa (Shanghai, 2009).

- 5 de Março, 2008 – cerca da 1:39, uma explosão de gás natural destruiu uma residência em 171 Mardi Gras Drive em Plum Borough, na Pensilvânia, matando um homem e ferindo gravemente uma menina de 4 anos de idade. Duas outras casas foram destruídas e 11 ficaram danificadas.

- 27 de Outubro, 2004 – cerca das 11:15 uma tubagem com cerca de 20 centímetros de diâmetro, rompeu perto de Kingman, Kansas, e foram libertados cerca de 772 140 litros de amoníaco de anidro. Ninguém foi morto ou ferido devido ao derramamento. O amoníaco de anidro derramado num riacho matou mais de 25 000 peixes, incluindo algumas espécies em via de extinção.

- 13 de Dezembro, 2005 – por volta das 9:26, um edifício de apartamentos em Bergenfield, New Jersey, explodiu depois do gás natural ter entrado no edifício por tubagens danificadas. Três habitantes do edifício foram mortos e quatro ficaram feridos sendo depois levados para os hospitais.

- 21 de Agosto, 2004 – cerca das 8:54, uma explosão de gás natural destruiu uma residência na 48 Woodland Lane em Dubois, Pensilvânia. Os dois residentes foram mortos neste acidente.

- 4 de Julho, 2002 – às 2:12, ocorreu uma ruptura numa tubagem de aço com 83 centímetros de diâmetro rompeu a oeste de Cohasset, Minnesota. Cerca de 953 820 litros de petróleo bruto foram derramados como resultado dessa ruptura. Não ocorreram mortes nem ferimentos como resultado deste acidente.

- 10 de Junho, 1999 – por volta das 15:28, ocorreu uma ruptura numa tubagem de aço de 40 centímetros de diâmetro, libertando cerca de 897 045 litros de gasolina num riacho que atravessa Whatcom Falls Park em Bellingham, Washington. Dois rapazes de 10 e outro de 18 anos de idade morreram em resultado do acidente. Oito outras lesões foram documentadas.